# Pișceane, Kamin-Kașîrskîi
Pișceane (în ucraineană Піщане) este o comună în raionul Kamin-Kașîrskîi, regiunea Volînia, Ucraina, formată numai din satul de reședință.

## Demografie
Componența lingvistică a satului Pișceane
     Ucraineană (99,85%)
     Alte limbi (0,15%)
Conform recensământului din 2001, majoritatea populației satului Pișceane era vorbitoare de ucraineană (99,85%), existând în minoritate și vorbitori de alte limbi.